# Pink Friday
Pink Friday je debutové studiové album od zpěvačky a raperky Nicki Minaj. Vyšlo 19. listopadu 2010 za pomoci společností Young Money Entertainment, Cash Money Records a Universal Motown. Jeho deluxe edice, která vyšla zároveň s ním, zahrnuje navíc tři písně. Albu předcházely singly "Your Love" a "Right thru Me", které vyšly v červnu a září roku 2010. Dodatečně také vyšel společný počin Minaj a amerického rapera will.i.ama "Check It Out", který je součástí alba. Třetí singl "Moment 4 Life", nahraný společně s kanadským raperem Drakem vyšel v prosinci roku 2010.
Album zahrnuje mnoho hudebních žánrů jako pop, hip-hop a R&B. Na jeho tvorbě se také podílelo široké spektrum producentů jako například J.R. Rotem, Bangladesh, Swizz Beatz, T-Minus a will.i.am. Po dlouhém očekávání a mnoha vedlejších spolupracích autorky s mnoha interprety tak konečně vyšlo její vlastní album Pink Friday, které debutovalo na druhém místě americké hitparády Billboard 200. V prvním týdnu po objevení se na pultech se ho pak prodalo celých 375 tisíc kopií. Brzy na to album dosáhlo prvních příček v hitparádách a bylo společností RIAA uznáno jako platinové.

## Nahrávání a produkce
Minaj album nahrávala na mnoha místech - 54 Sound Studios v Detroitu, Chalice Recording Studios v Los Angeles, Glenwood Place Studios v Burbanku v Kalifornii a další. Spolupráci na albu také potvrdil hip-hopový producent Swizz Beatz spolu s kterým Minaj připravila píseň "Catch Me", která se později stala bonusovým materiálem na albu. Minaj také pro Entertainment Weekly potvrdila spolupráci s producentem a členem skupiny The Black Eyed Peas will.i.amem. V rozhovoru se také vyjádřila že: “Album je mnohem více citovější, než byste mohli předpokládat, což je skvělé. Je mi jasné, že to s mým albem propojí hlavně ženy. Mám pocit, že jsem dost dlouhou dobu byla jen holka, co dělá takový malý chytlavý rap, ale teď nadešel čas říct lidem můj příběh a já ho říkám a vyprávím tím příběh každé dívky. Všechny jsme si prošly tím samým, takže své album pojímám jako velmi osobní záležitost určenou každé ženě.”

## Vydání a propagace
Již 3. srpna 2010 Minaj oznámila svým fanouškům, že své debutové album nazve Pink Friday. Při té příležitosti uvedla: “ Abychom zachovali úžasnou tradici Černého pátku (Black Friday), tak letos k poctě mého alba trochu přepneme a nazveme ten den Růžový pátek (Pink Friday) stejně jako mé album!” Přitom také potvrdila vydání deluxe edice alba. V pátek 15. října 2010 poté vyšel oficiální obal desky, na kterém se Minaj představuje jako podivná růžovlasá panenka bez rukou. V únoru 2012 prodej v USA dosáhl 1 774 000 prodaných kusů. V únoru 2016 RIAA změnila pravidla udělování certifikací a nově do celkového prodeje započítávala i audio a video streamy. Díky tomu album získalo certifikaci 3x platinová deska.

### Tour
Měsíc před vydáním alba Minaj přes sociální síť Twitter oznámila šňůru pěti koncertů pod názvem Pink Friday Tour. Tour začala ve Philadelphii 22. října a běžela až do konce měsíce, přičemž poslední vystoupení Minaj absolvovala v rodném Trinidadu a Tobagu.
| Datum           | Město          | Země                | Místo                   |
| --------------- | -------------- | ------------------- | ----------------------- |
| Severní Amerika |                |                     |                         |
| 22. října 2010  | Philadelphia   | USA                 | Wells Fargo Center      |
| 23. října 2010  | Washington, DC | USA                 | Star Night Club         |
| 24. října 2010  | Waterbury      | USA                 | Sin City                |
| 25. října 2010  | Boston         | USA                 | TD Garden               |
| 30. října 2010  | Port of Spain  | Trinidad and Tobago | Hasely Crawford Stadium |

## Seznam skladeb
1. I’m The Best - 3:37
2. Roman’s Revenge (feat. Eminem) - 4:38
3. Did It On’em - 3:32
4. Right Thru Me - 3:56
5. Fly (feat. Rihanna) - 3:32
6. Save Me - 3:05
7. Moment 4 Life (feat. Drake) - 4:39
8. Check It Out (feat. will.i.am) - 4:11
9. Blazin (feat. Kanye West) - 5:02
10. Here I Am - 2:55
11. Dear Old Nicki - 3:53
12. Your Love - 4:05
13. Last Chance (feat. Natasha Bedingfield) - 3:51
14. Super Bass (Deluxe Bonus Track) - 3:20
15. Blow Ya Mind (Deluxe Bonus Track) - 3:41
16. Muny (Deluxe Bonus Track) - 3:47
17. Girls Fall like Dominoes (iTunes bonus track / Japan editon bonus track) - 3:44
18. Wave Ya Hand (Best Buy bonus track / Japan editon bonus track) - 3:00
19. Catch Me (Best Buy bonus track / Japan editon bonus track) - 3:56
20. BedRock (Japan editon bonus track) - 4:48

## Umístění v hitparádách
| Hitparáda (2010–11)                  | Pozice |
| ------------------------------------ | ------ |
| Australian Albums Chart              | 71     |
| Australian Top 40 Urban Albums Chart | 12     |
| Belgian Albums Chart (Flanders)      | 81     |
| Belgian Albums Chart (Wallonia)      | 100    |
| Canadian Albums Chart                | 8      |
| French Albums Chart                  | 116    |
| German Newcomer Chart                | 17     |
| Irish Albums Chart                   | 25     |
| UK Albums Chart                      | 32     |
| US Billboard 200                     | 1      |
| US Billboard R&B/Hip-Hop Albums      | 1      |
| US Billboard Rap Albums              | 1      |